# Alexis Viera
Washington Alexis Viera Barreto (Montevideo, 18 ottobre 1978) è un ex calciatore uruguaiano, di ruolo portiere.

## Biografia
Nel 2015 rimase vittima di una rapina a Calì, città della Colombia nella quale viveva e giocava; raggiunto da due colpi pistola, fu ferito alla colonna vertebrale ed i medici gli dissero che non avrebbe più potuto camminare. Grazie a tenacia e forza di volontà, è riuscito gradualmente a riprendere a camminare. Ha aperto una scuola calcio a Calì e viaggia per il mondo a raccontare la sua storia, per motivare ed aiutare le persone a migliorarsi giorno dopo giorno. Sposato con Andrea, ha due figli.

## Caratteristiche tecniche
È un ex portiere. Dotato di una forte personalità e fiducia nei propri mezzi, è sempre stato uno dei beniamini dei tifosi delle squadre per le quali ha giocato, che ne apprezzavano impegno, dedizione e professionalità.